# Baroy
Baroy ist eine philippinische Stadtgemeinde in der Provinz Lanao del Norte. Sie hat 22.600 Einwohner (Zensus 1. August 2015). Baroy liegt an der Bucht von Panguil. 

## Baranggays
Baroy ist politisch in 23 Baranggays unterteilt.
| - Andil - Bag-ong Dawis - Baroy Daku - Bato - Cabasagan - Dalama - Libertad - Limwag - Lindongan - Maliwanag - Manan-ao - Pange | - Pindolonan - Poblacion - Princesa - Raw-an Point - Riverside - Sagadan (Sagadan Lower) - Salong - Tinubdan - Sagadan Upper - San Juan - Santo Niño Village |